# بادله
بادله، روستایی است از توابع بخش مرکزی شهرستان میاندورود در استان مازندران

## جمعیت
این روستا در  بخش مرکزی شهرستان میاندورود  قرار داشته و براساس آخرین سرشماری مرکز آمار ایران که در سال ۱۴۰۱ صورت گرفته، جمعیت آن ۲۱۰۰ نفر بوده‌است. مردم بادله از قومیت طبری هستند که ریشه آن به قوم آمارد و قوم تپوری می رسد. مردم بادله به زبان طبری (مازندرانی) و گویش ساروی سخن میگویند.

## اعضا شورای اسلامی دوره ششم
- سید محمد کاظمی (رئیس)
- حسین عبدی
- هادی رضوانی
- حبلل المتین حسن زاده
- قاسم محکم کار

## دهیاری بادله
دهیاری روستای بادله به نشانی استان مازندران ، شهرستان میاندورود ، بخش مرکزی میاندورود ، روستای بادله ( نرسیده به ریل راه آهن ) ساختمان دهیاری بادله
شماره تماس : 33736535-011
دهیار بادله : محمدعلی فغانی